# Pistolet APS
Pistolet Stieczkina APS (ros. Автоматический Пистолет Стечкина) – pistolet automatyczny wprowadzony do uzbrojenia Armii Radzieckiej w 1951 roku. Jego konstruktorem był pracujący w zakładach w Tule inżynier Igor Jakowlewicz Stieczkin.

## Historia
Pierwowzór pistoletu powstał zaraz po II wojnie światowej i był przystosowany do strzelania nabojami Tokariewa. Po pojawieniu się pistoletu Makarowa w Armii Czerwonej i nowego standardowego naboju do niego kalibru 9 x 18 mm, który stał się standardową amunicją pistoletową, Steczkin przystosował swój pistolet do tych pocisków.
APS był w założeniach pistoletem przeznaczonym dla oficerów biorących bezpośredni udział w walce, a także żołnierzy należących do obsługi czołgów, innych wozów bojowych i artylerii, czyli we wszystkich jednostkach, w których potrzebna jest duża siła ognia w połączeniu z niewielkimi rozmiarami. Pistolet nie spełnił jednak pokładanych w nim nadziei. Problemem była zwłaszcza sztywna kolba-futerał. Częste były przypadki urywania się pistoletu w trakcie wyskakiwania przez wąski właz czołgu lub transportera opancerzonego. Karabinek AK ze składaną kolbą był o wiele poręczniejszy i lepiej spełniał wyżej wymienione zadania. Z tego powodu pistolet Steczkina nie upowszechnił się i w 1975 roku zaprzestano produkcji.
W późniejszym czasie pistolety Stieczkina stały się ulubioną bronią żołnierzy różnego typu jednostek specjalnych, szczególnie pistolet APB („B” dla biezszumnyj – bezgłośny). Byli w nie na przykład uzbrojeni radzieccy komandosi, którzy zdobywali pałac prezydencki w Kabulu w 1979 roku.

## Konstrukcja

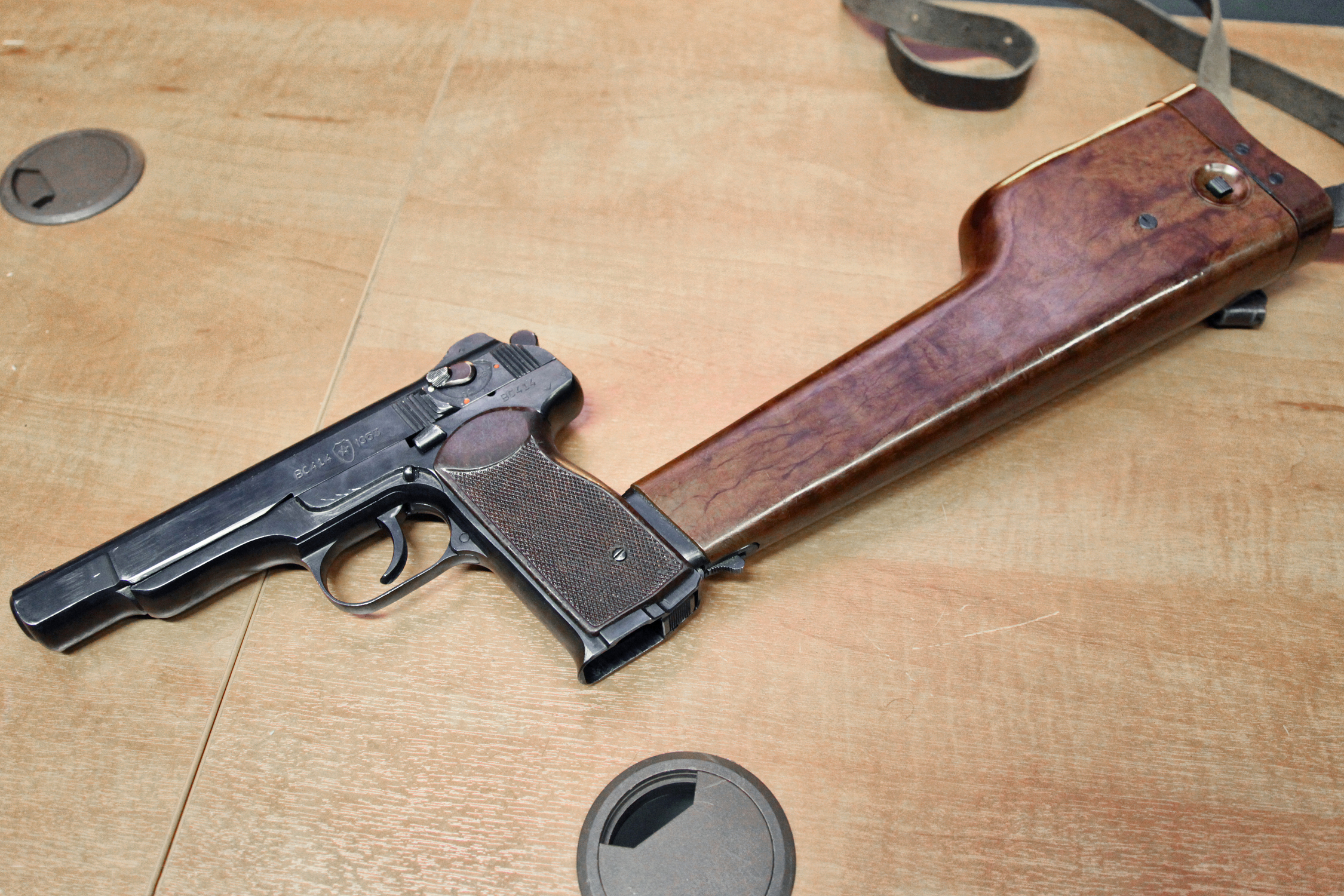
Pistolet APS z kaburo-kolbą

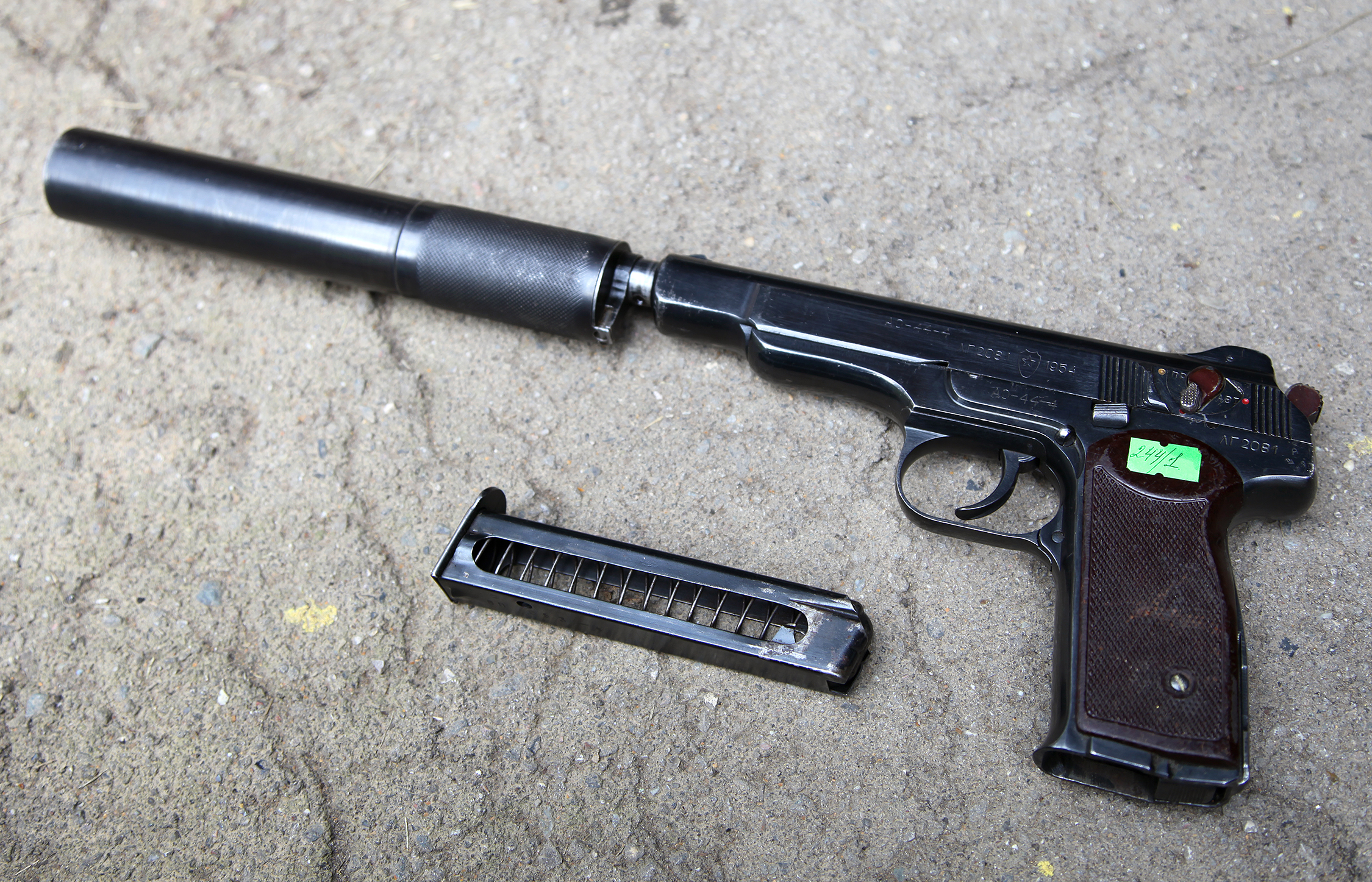
Model APB z tłumikiem

Pistolet produkowany w Tulskiej Fabryce Broni w Tule działa na zasadzie wykorzystania energii odrzutu swobodnego zamka. Konstrukcja w całości stalowa. Mechanizm uderzeniowy kurkowy z kurkiem zewnętrznym. Sposób napinania kurka Double Action (z samonapinaczem). Mechanizm spustowy z przełącznikiem rodzaju ognia (który jednocześnie spełnia rolę bezpiecznika) umożliwia zarówno prowadzenia ognia pojedynczego, jak i ciągłego. Pistolet posiada również przerywacz uniemożliwiający oddanie przypadkowego strzału. Charakterystyczną cechą APS jest umieszczony w chwycie opóźniacz zmniejszający szybkostrzelność.
Pistolet zasilany jest umieszczonym w chwycie 20 nabojowym (naboje ułożone dwurzędowo) magazynkiem. Kabura – futerał (we wcześniejszych modelach wykonane z drewna, w późniejszych już z tworzyw sztucznych) może pełnić jednocześnie rolę dostawianej kolby. Przyrządy celownicze przerzutowe (25, 50, 100 i 200 m).

## Użytkowanie
Pistolet był ciężki i wyjątkowo niewygodny w noszeniu. Jego masa powodowała również problemy podczas strzelania. APS był za ciężki jak na klasyczny pistolet i za lekki jak na pistolet maszynowy. 
Jego skomplikowana konstrukcja zwiększała koszty produkcji (nieseryjnej). W latach siedemdziesiątych pojawiła się wersja pistoletu z wydłużoną lufą i tłumikiem o nazwie APB z przeznaczeniem dla jednostek specjalnych.
W latach dziewięćdziesiątych XX wieku APS przechodził drugą młodość, głównie wśród funkcjonariuszy policji i ochrony. Pistolet oferował znacznie większą celność i pojemność magazynka od stosowanych powszechnie pistoletów Makarowa. Jego zaletą jest również niewielki odrzut. Pistolet nadal jest dziś używany (zdecydowanej zmianie uległa jednak jego kabura, obecnie jest znacznie lżejsza i przystosowana do sytuacji taktycznych) w rosyjskiej policji głównie ze względu na tanią amunicję 9 × 18 mm Makarowa. 
Używa go armia Ukrainy w trakcie wojny z Rosją.